# Иофинов, Евгений Самуилович
Евгений Самуилович Иофинов (8 мая 1925, Москва — август 2010, там же) — советский инженер-конструктор, лауреат Ленинской премии.

## Биография
Сын военного. В 1950 году окончил моторостроительный факультет (специальность «двигатели летательных аппаратов») Московского авиационного института и поступил работать на Завод № 293 в Химках. Затем эта организация называлась ОКБ-2 и МКБ «Факел».
Иофинов работал там более 50 лет. Должности: инженер, старший инженер, начальник бригады динамики, начальник проектно-конструкторского отдела, заместитель главного конструктора МКБ «Факел» по НИЭР.
Занимался разработкой противоракет и зенитных управляемых ракет.
В 3-летнем возрасте Евгений Иофинов стал жертвой несчастного случая: брат нечаянно выстрелил в него из отцовского пистолета. Пуля застряла в костной ткани основания черепа. Врачи не стали её удалять, и Иофинов прожил с пулей в черепе всю оставшуюся жизнь.

## Награды
- Ленинская премия
- Государственная премия СССР.